# 등기
등기(登記)는 일정한 사항을 널리 일반에게 공시(公示)하기 위해서 공개된 공부(公簿)에 기재하는 행위 또는 그 기재 자체를 말한다. 등기제도는 부동산의 특정, 권리내용의 명시, 물권변동의 사실과 내용을 등기부에 기재함으로써 거래관계에 서게 되는 제3자에 대해 그 권리의 내용을 명백히 알도록 하여 거래의 안전을 보호하기 위한 제도이다.
부동산에 관한 물권변동은 당사자의 의사표시로 그 효력이 발생하는 것이지만 이것을 제3자에게 대항(주장)하기 위해선 등기(예:소유권의 이전등기)를 하지 않으면 아니 된다(민법 제185조). 예를 들면 B가 A로부터 토지를 매입하고 등기를 하지 않은 사이에 C가 동일한 토지를 A로부터 사들여 그 등기를 필하였을 경우에 B는 C에 대해 그 토지의 소유권을 주장할 수가 없다(등기는 대항요건이다). 따라서 등기가 진실이 아니라는 것을 다투기 위해서는 다투려는 자가 부진실(不眞實)을 증명하지 않으면 안 된다.

## 등기 제도의 종류
등기제도에는 프랑스법주의·독일법주의·토렌스식 등기법의 세가지가 있다.
프랑스법주의에서는 등기부는 인적 편성주의에 의하고 등기공무원은 형식적 심사권밖에 없으며, 등기는 그저 일정한 사항을 제3자에게 주장할 때에 물권변동의 대항요건임에 그치고(대항요건주의), 공신력도 갖지 않는다.
독일법주의에서는 등기부는 물적 편성주의에 의하고 등기공무원은 실질적 심사권을 갖고 등기는 물권변동의 효력요건으로 되고(성립요건주의 또는 효력발생요건주의) 공신력도 인정된다.
토렌스식은 독일법주의와 대체로 같은데 등기와 동일내용의 증서를 발행하여 권리자에게 보존시킨다.
대한민국의 등기제도는 대체로 독일법주의에 의하고 있는데 다만 등기공무원에게 실질적 심사권이 없고 등기가 공신력을 갖지 않는다.
대한민국의 등기에는 다음 세가지가 있다.
① 부동산등기·선박등기·공장재단등기 등 권리의 등기,
② 부부재산계약의 등기와 같은 재산귀속의 등기,
③ 상업등기·법인등기 등 권리주체의 등기

## 특성
등기가 진실과 다른 경우에도 그것을 믿고 거래한 제3자가 보호되는 것으로 하는(공신의 원칙) 것이 있는데 우리나라에는 그것이 인정되지 않는다. 바꿔 말하면 등기는 물권변동의 성립요건이고, 등기공무원은 등기신청 절차의 법정요건이 갖춰져 있는지의 여부 정도의 심사권밖에 갖지 않았다는 등의 이유에서 등기부상의 기재만 믿고 거래한 제3자도 그 신뢰를 보호받을 수 없는 것이다. 이를 보완하기 위하여 민간 보험사에서 권원보험이라는 상품을 두고 있으나 잘 알려지지 않고 있다. 등기의 목적물은 부동산등기법에 의한 토지·건물, 입목에관한법률에 의한 입목, 선박등기법에 의한 선박 외에 특별법에 의한 재단이 있다. 등기에는 종국등기(終局登記)와 예비등기(豫備登記) 가 있다. 언제나 등기권리자와 등기의무자의 쌍방 또는 그 대리인의 신청에 의거함이 원칙이다. 예외로 등기권리자 단독으로 할 수 있는 경우가 있는데 예컨대 판결, 상속에 의한 등기, 가처분가등기 또는 관공서의 촉탁·직권으로써 하는 등기가 이에 해당한다.

## 등기권리자·등기의무자
등기권리자(登記權利者)라 함은 등기를 함으로써 직접적으로(등기권리자의 채권자인 경우에는 제외) 등기부상의 이익을 얻는 자를 말하며 등기의무자(登記義務者)란 등기를 함으로써 등기부상 권리를 상실하거나 또는 권리가 감축되는 자를 말한다. 예를 들면 매매에 의한 소유권의 이전등기에서는 매수인이 전자이고 매도인이 후자이다. 등기는 원칙적으로 그 쌍방 또는 그 대리인(한 사람이 쌍방을 대리해도 무방)이 등기소에 출두하여 공동신청한다. 등기권리자·등기의무자는 절차상의 형식적인 자격을 의미하는 것이지만, 실체법상에서는 다르게 취급되는 경우가 있다. 예컨대 매도인은 이전등기를 하고자 함에도 매수인이 응하지 않을 경우에 매도인은 고정자산제를 부담하는 불이익을 받게 되므로 매도인의 매수인에 대한 등기(수령) 청구권이 인정된다. 이 경우에는 매도인은 등기절차상 등기의무자이지만 실체법상으로는 등기권리자가 된다.

## 등기능력 있는 권리
등기능력(登記能力) 있는 권리는 등기법의 규정에 의하여 등기할 수 있는 권리를 말한다. 부동산은 모두 등기에 의해서 공시함이 원칙이지만 권리의 성질에 따라서 등기에 부적절한 것이 있기 때문에 예외가 있다. 등기를 필요로 하는 부동산 물권에는 소유권·지상권·지역권·전세권·저당권·임차권·권리질권이 있다. 또 부동산 환매권은 민법상 매매의 해제권이고, 등기에 있어서도 독립한 물권으로서 거래되지 않지만 일종의 물권과 같은 실질을 가지고 있어 거래의 실정을 참작, 이전등기를 인정하고 있다. 또 특별법상의 등기능력이 있는 권리로서는 공장재단저당권·광업재단저당권 등이 있다. 점유권·유치권 등의 등기능력이 없는 권리는 점유라는 사실이 계속되는 한에서만 인정되고 점유를 떠나 등기에 의해 표상될 수 있는 추상적 권리가 아니기 때문에 부동산 위에 성립하는 경우에도 등기를 할 수 없다.
법정지상권은 지상권 중에서 등기를 요하지 않는 지상권이나, 매매 등으로 권리관계를 변동시킬 때에는 이를 등기하여야 한다.

## 등기부
등기부(登記簿)는 토지, 건물, 선박 등의 부동산이나 부동산으로 간주되는 물건에 대하여 등기를 하는 공적 장부(公的帳簿)이고 등기소에 비치한다. 일반적인 부동산 등기부에는 토지 등기부, 건물 등기부의 두 가지가 있으며. 그 외에 입목등기부, 선박등기부 등이 있다. 어느 것이나 일정한 표지, 목록 및 등기용지를 붙인 바인더식의 장부이다. 부동산의 유형을 막론하고 한 부동산마다 등기용지를 하나씩 구비한다. 단, 선박은 총톤수가 20톤 이상이어야 하며(부선은 총톤수 100톤 이상), 일정한 경우에는 등기의 대상이 되지 아니한다. 따라서 1부동산 1등기용지주의 또는 물적 편성주의를 채택하고 있다. 한 용지는 표제부 및 갑·을의 2구란(區欄)으로 나누며 선박등기부에는 병구가 추가된다. 표제부(表題部)에는 부동산의 표시에 관한 사항을 기재하고 갑구의 사항란에는 소유권에 관한 사항, 을구의 사항란에는 소유권 이외의 권리에 관한 사항(예:지상권·저당권 등)·갑을구의 순위 번호란에는 사항란의 등기 사항의 순서를 기재한다. 선박등기부의 병구에는 선박관리인에 관한 사항을 기재한다. 등기부는 권리관계의 공시(公示)를 목적으로 하는 것이므로 등기부를 열람하는 일은 자유이다. 또 그 등본·초본의 교부를 얻을 수 있으나 반드시 등기소 밖으로의 대출은 금지되고 열람에 있어서는 훼손이 없도록 주의가 요구된다. 말할 필요도 없이 등기부는 영구 보존되는 것이기 때문이다.

## 등기필증
등기필증(登記畢證)은 등기소에서 교부하는 등기완료의 증명서로 일반적으로 등기권리증, 줄여서 권리증이라고 부른다. 등기필증은 등기신청을 할 때에 제출한 등기 원인을 증명하는 서면 또는 신청서의 부본에 등기필의 취지를 기재, 등기소 인(印)을 압날(押捺)하여 등기권리자에게 교부한다. 이것을 소지한 자는 토지, 건물의 정당한 권리자로서 추정(推定)되고 또 등기를 할 때에는 그것을 제출하여야 한다(부동 40조). 그렇기 때문에 부동산의 매매나 담보를 설정하려 할 때에는 이 등기필증에 등기위임장을 첨부하여 거래가 행해진다.
등기소에서 발행, 교부하고 있는 등기필정보는 기존 등기필증을 대신하는 것이며, 등기필증과 달리 반드시 첨부를 요하지는 않는다. 등기필정보는 전자적인 방법에 의하여 등기를 신청할 때 등기필증의 유효성을 검증하는 역할을 하며, 등기필정보 일련번호와 50개의 비밀번호로 구성되어 있다.

## 토지대장
토지대장(土地臺帳)은 토지의 현황을 명백하게 하기 위해 토지의 소재·지번·지목·지적, 소유자의 주소·성명 또는 명칭, 지상권의 목적인 토지에 관하여 지상권의 주소·성명 또는 명칭 등을 등록하는 공부(公簿)이다. 이것은 지적공부(地籍公簿)의 일종으로, 서울특별시·광역시·시·군·구에 비치하는데, 토지에 관한 사실상의 상황을 명확하게 하는 것인 점에서 등기소에 비치되어 토지에 대한 권리관계를 공시하는 토지 등기부와 구별된다. 이 두 장부는 그 기재내용에 있어 서로 일치되어야 하므로 부동산의 상황에 변동이 생긴 때에는 먼저 대장등록을 변경한 연후에 등기부를 변경하게 되지만 그 권리자체의 변동에 관하여는 등기부를 기초로 하고 토지대장을 이에 따르게 한다.

## 건축물 과세대장
건축물 과세대장(建築物課稅臺帳), 줄여서 건축물대장은 건축물의 현황을 명확하게 하기 위해 건축물의 소재·건축물번호·종류·구조·건평·소유자의 주소·성명 등을 등록하는 공부(公簿)로 시·군·구에 비치되고 과세(課稅)의 기본이 된다. 건축물과세대장은 가옥의 현황을 명확하게 기재하는 점에서 등기소에 비치되어 있는 건축물에 관한 권리관계를 공시하는 건물 등기부와 구별된다. 그러나 건물에 관한 이 두 가지의 공부(公簿)가 같은 사항에 관해선 서로 합치되어야 하는 것이며, 건물의 사실상의 현황에 관해서는 대장의 기재를 등기부의 기재의 기초로 삼고 건물에 관한 권리변동에 관하여는 등기부의 기재를 기재함에 있어 근거로 삼는다. 다만 소유권보존등기만은 대장의 기재를 기초로 삼는 점이 예외가 된다. 등기부에 기재된 건물의 표시가 건물대장과 부합하지 않은 때에는 그 건물소유권의 등기 명의인은 그 건물에 관한 표시의 변경등기를 하지 않으면 그 부동산에 대하여 다른 등기를 신청할 수 없도록 하여 양자의 일치를 꾀하고 있다. 또 등기부를 기초로 하는 사항에 관하여는 등기에 일치하도록 대장등록 처분을 할 수 있도록 하고 있다.

## 등록세
등록세(登錄稅)는 재산세 기타 권리의 취득·이전·변경 또는 소멸에 관한 사항을 공부(公簿)에 등기 또는 등록(등재를 포함한다)하는 경우에 그 등기 또는 등록을 받는 자에게 부과되는 지방세이다. 과세표준은 원칙적으로 취득 당시의 가액(價額)으로 하며 각 도(道)의 조례(條例)가 정하는 바에 의하여 등기·등록자가 신고하여야 한다. 과거에는 등록세법으로 독립·분리되어 있었으나 1976년 12월 31일 법률 제2945호로 개정된 지방세법에 통합되어 동법은 폐지되었다.

## 법무사(法務士)
타인의 위촉에 의하여 보수를 받고 다음에 관한 업무를 행하는 자를 말한다.
① 법원과 검찰청에 제출하는 서류의 작성,
② 법원과 검찰청의 업무에 관련된 서류의 작성,
③ 등기 기타 등록신청에 필요한 서류의 작성,
④ 등기·공탁사건(供託事件)의 신청대리(代理),
⑤ 작성된 서류의 제출대행
그 자격은 법원·헌법재판소·검찰청에서 일정 직(職)에 일정기간 이상 재직하였던 자로서 그 직무수행에 필요한 법률지식과 능력이 있다고 대법원장이 인정한 자 또는 법무사 시험에 합격한 자이어야 한다. 구법에서의 사법서사(司法書士法)로서 대체입법인 법무사법이 제정·공포됨으로써 명칭이 바뀌었다. 법무사의 품위보전과 법무사 사무의 향상을 도모하기 위해 지방법원의 관할구역마다 지방법무사회가 설립되어 있고 그 연합체인 대한법무사협회가 설립되어 있다(강제가입).

## 등기의 종류

### 종국등기·예비등기
등기는 토지·건물을 표시하고 그 권리관계를 일반에게 공시함으로써 권리자 및 거래의 안전을 보호하는 효력을 갖는다. 이 등기가 종국등기(終局登記)이다. 단순히 권리의 보전을 목적으로 하는 예비등기(가등기·예고등기)에 대한 것으로 본등기(本登記)라고도 부른다.
종국등기는 그 기재 내용에 따라서 기입등기(記入登記)·변경등기(變更登記)·말소등기(抹消登記)·회복등기(回復登記)로 분류되고 그 형식에 따라서 주등기(主登記)·부기등기(附記登記)로 나뉜다.

### 말소등기
말소등기(抹消登記)는 이미 기재되어 있는 등기의 말소를 목적으로 하는 등기이다(부동산등기법 제166조 이하).

### 주등기·부기등기
부기등기(附記登記)는 기존 등기(주등기)에 부기하여 그 일부를 변경하는 등기. 곧 부기등기는 그 자체로는 독립의 번호가 없고 기존 특정의 등기(주등기)의 번호를 그대로 사용하여 다만 이 번호의 부기 몇호라는 번호기재를 붙여서 행하여지는 등기이다. 등기의 형식에 의한 분류로서 주등기에 대한 것이다. 부기등기가 행하여지는 것은 주등기와 같은 순위를 보유하게 할 필요에서이다. 예를 들면 등기절차의 착오·유루(遺漏)에 의하여 생긴 등기와 사실의 불일치를 경정하는 경정등기, 기존등기와 사실과의 사이에 불일치가 생긴 경우(주소변경·성의 변경·이율의 변경 등)에 그 변경을 목적으로 하는 변경등기, 또는 소유권 이외의 권리의 이전(저당권·지상권의 양도 등)의 등기와 같이 '부기에 의하여'라고 법률에 특별히 규정되어 있는 예외적인 경우에만 행하여진다.
이러한 부기등기는 주등기의 유형을 막론하고 어느 것이나 등기 당사자의 신청에 의하여 이루어진다.

### 가등기(假登記)
가등기(假登記)는 간단한 절차와 저렴한 비용으로써 후일에 본등기의 순위를 보존하기 위하여 하는 예비등기의 일종이다. 곧 본등기(종국등기)를 할 수 있을 만한 실체법적 또는 절차법적 요건을 완비하지 못한 경우에 장래 그 요건이 완비된 때에 행하여질 본등기를 위하여 미리 그 순위를 보전해 두는 효력을 가지는 등기이다. 후에 요건이 완비되어 본등기를 하게 되면 그 본등기의 순위는 가등기의 순위로 된다.
가등기를 할 수 있는 조건은 다음과 같다.
① 매매계약이 체결되었으나 매도인이 등기 이전에 협력하지 않는 경우와 같은 실질적으로 물권변동이 생겼으나 절차상의 요건이 구비되지 않았을 경우, 곧 부동산 물권의 변동을 목적으로 하는 청구권을 보존하려고 할 때,
② 매매의 예약이 있는 경우와 같이 물권변동은 아직 생기지 않고 있지만 그 청구권이 시기부(始期附), 또는 정지조건부 및 그 밖에 장래에 있어서 확정될 것인 때,
③ 가등기권리자의 신청이나 가등기가처분 명령에 의한 촉탁에 기하여..
가등기를 한 뒤에 본등기를 하면 본등기의 순위는 가등기의 순위로 소급하게 된다. 예를 들면 매매예약의 가등기를 해 둔 경우 그 뒤 정식 매매시까지의 사이에 제3자가 설정한 저당권 설정등기를 배제할 수 있게 된다. 또 A로부터 B에 대한 소유권 이전의 가등기를 한 후에는 C에 대한 소유권 이전의 본등기를 하였다 하더라도 B는 C에 대하여서는 그 등기를 말소해줄 것을 청구하고 A에게는 그 본등기를 청구할 수 있다. 이와 같이 가등기보다 후순위의 다른 일체의 등기는 그 가등기에 기하여 행하여진 본등기보다 먼저 행하여진 것이더라도 본등기가 행하여지면 그 본등기보다 후순위가 되거나 가등기되었던 권리와 상치되는 한도 내에서 효력을 잃게 되는 것이다.

### 중간생략등기
예컨대 A로부터 B, B로부터 C에 부동산의 소유권이 이전하게 된 경우 등기도 ABC에로 이전등기가 행하여지는 것이 보통이지만 중간자(中間子) B를 건너뛰어 A로부터 C에로 직접 이전등기를 한 것처럼 중간자를 생략한 등기를 말한다. 등록세 그 외의 세부담을 회피하기 위해서 또는 절차와 비용을 절약하기 위하여 널리 행해져 왔다. 중간생략등기(中間省略登記)는 실제거래 과정대로의 등기는 아니지만 현재 C가 권리자라는 진실성이 있다. 여기에 구민법 시대의 판례는 이를 무효라고 하고 또 공정증서원본 등의 부실기재죄 가 된다고 하였으나 뒤에는 중간자의 동의가 있었던 경우는 유효한 것으로 인정하게 되었다. 다시 중간자의 동의 없이 행하여진 중간생략의 동기가 유효인가의 여부는 판례상 명확하지 않지만 유효라고 하는 학설도 있다. 등기공무원에게 실질적 심사권이 없는 이상 이 관행(慣行)을 무시하여 무효로 함으로써 도리어 거래의 안전이 저해되기 때문이었다. 형식주의를 취하는 현행 민법하에서는 의사주의를 취하던 구민법하에서와 같이 물권이 A·B·C로 이전된 경우에 중간을 생략하고 A로부터 직접 C로 이전등기를 한다는 의미의 중간생략 등기는 개념상 성립할 수 없다.

## 가등기가처분
가등기를 행하는 데에도 당사자 쌍방의 협력을 요한다. 상대방이 가등기의무자임에도 가등기의 공동신청에 협력 또는 동의를 하지 아니하는 경우 법원에 대해서 가등기를 하도록 하는 취지의 가처분 명령을 신청하여 이에 의해 일방적으로 행하는 가등기를 가등기가처분(假登記假處分)이라고 말한다. 가등기를 하려는 부동산 소재지를 관할하는 지방법원에 대해 그 가처분명령의 신청을 하면 지방법원은 가등기권리자의 가등기가 이유있다고 인정하였을 경우 소명(疎明)에 의하여 가등기가처분명령을 내린다. 이 가등기가처분에 기한 등기절차는 가등기권리자 또는 그 대리인의 신청에 의하여 가능하며 상대방의 협력을 필요로 하지 않는다. 등기의 신청서에는 가처분명령의 정본(正本)을 첨부하면 되고, 가등기의무자의 권리증(등기필증)·인감 등은 필요 없다. 또 등기를 하는 데 제3자의 허가가 있어야 하는 경우에도 제3자의 허가서·동의서 등은 필요치 않다.

## 같이 보기
- 부동산등기법
- 상업등기법
- 소유권 보존 등기